# Betece
Albums de Africando
El Mejor
(1998) Live! (Africando)
(2001)
Betece est un cinquième album du groupe Africando sorti en 2000.
Medoune Diallo, vétéran de l’orchestre Baobab, recrée sur un rythme salsa « Mandali » (« Extroardinaire ») : une chanson qui fut en 1969 un succès des Super Eagles de Gambie, le premier groupe ouest-africain à adopter les instruments électriques de la pop sous l’influence de Jimi Hendrix…
Le chanteur de la République démocratique du Congo Pascal Lokua Kanza chante en swahili le romantique « Miye Na We », dans le style vocal évoquant Stevie Wonder. Pour la première fois, cet auteur-compositeur électrique (qui fut le guitariste de la grande Abeti avant d’étudier le jazz à Paris) s’exprime dans un contexte latino…
Kôrô Ahmadou Traoré, dit Balaké (auteur en 1978 d’un énorme succès abidjanais, « Taximen », et « Taximan n’est pas gentil » en 1982) chante « Betece » (« Tout le monde ne peut pas être un Don Juan, une star… ») en mandingue, dans le style « griotique » enrichi par l’influence afro-cubaine.
Le Béninois Gnonnas Pedro chante « Hwomevonon » en langue fon, reproduit en syllabes les sons des tambours du vodun…
Salif Keïta chante « Ntoman » (qui signifie en bambara « homonyme ») une chanson qu’il avait enregistrée en 1973 avec les Ambassadeurs et qui traite de la séduction et du mariage, brocardant les frimeurs, les dragueurs superficiels.
Sekouba Diabaté (surnommé « Bambino » (« bambin ») car il n’avait que 12 ans en 1979, quand il a reçu le prix du meilleur chanteur de Guinée, rejoignant aussitôt le Bembeya Jazz à la demande expresse du président guinéen Sekou Touré, et déjà présent dans « Gombo Salsa ») chante « Sonfo », qui appelle les hommes à « être à la hauteur », à faire preuve de sagesse, d’attention, d’écoute réciproque.
Bailly Spinto (du peuple Bété de la Côte d’Ivoire) chante « Naliye Gnimo ».
Chanté par l’ensemble du groupe, « Doni Doni » est l’un des succès historiques du Bembaya Jazz de Guinée, enregistré en 1971 lors du fameux gala du 10e anniversaire de l’orchestre au Palais du Peuple de Conakry. Les paroles ont été opportunément réactualisées pour exprimer les espoirs de l’Afrique de l’an 2000 : « Doni Doni », en bambara « un peu, un peu » (« petit à petit l’oiseau fait son nid ») : après le parti unique et malgré la corruption et le tribalisme, le multipartisme finira par ouvrir une ère de vraie démocratie.

## Liste des Titres
| No  | Titre                                   | Auteur          | Durée |
| --- | --------------------------------------- | --------------- | ----- |
| 1.  | Mandali                                 | Médoune Diallo  | 5:06  |
| 2.  | Miye Na We                              | Lokua Kanza     | 4:40  |
| 3.  | Ntoman                                  | Salif Keïta     | 5:02  |
| 4.  | Hwomevonon                              | Gnonnas Pedro   | 5:13  |
| 5.  | Mopao                                   | Koffi Olomidé   | 4:33  |
| 6.  | Pepita                                  | Hector Casanova | 5:04  |
| 7.  | Sey                                     | Thione Seck     | 5:18  |
| 8.  | Betece                                  | Amadou Balaké   | 5:03  |
| 9.  | Carpintero                              | Ronnie Barò     | 4:47  |
| 10. | Scandalo (reprise de Shame And Scandal) | Eugène Soubou   | 5:02  |
| 11. | Son Fo                                  | Sekouba Bambino | 4:50  |
| 12. | Naliye Gnimo                            | Bailly Spinto   | 4:52  |
| 13. | Doni Doni                               | Africando       | 8:20  |

## Musiciens ayant participé à cet album

### Chanteur d'Africando
- Medoune Diallo
- Gnonnas Pedro
- Amadou Balaké
- Ronnie Baró
- Eugène Soubou
- Sekouba Bambino

### Invité
- Lokua Kanza
- Salif Keïta
- Koffi Olomidé
- Hector Casanova
- Thione Seck
- Bailly Spinto